# Pietro Cavallini

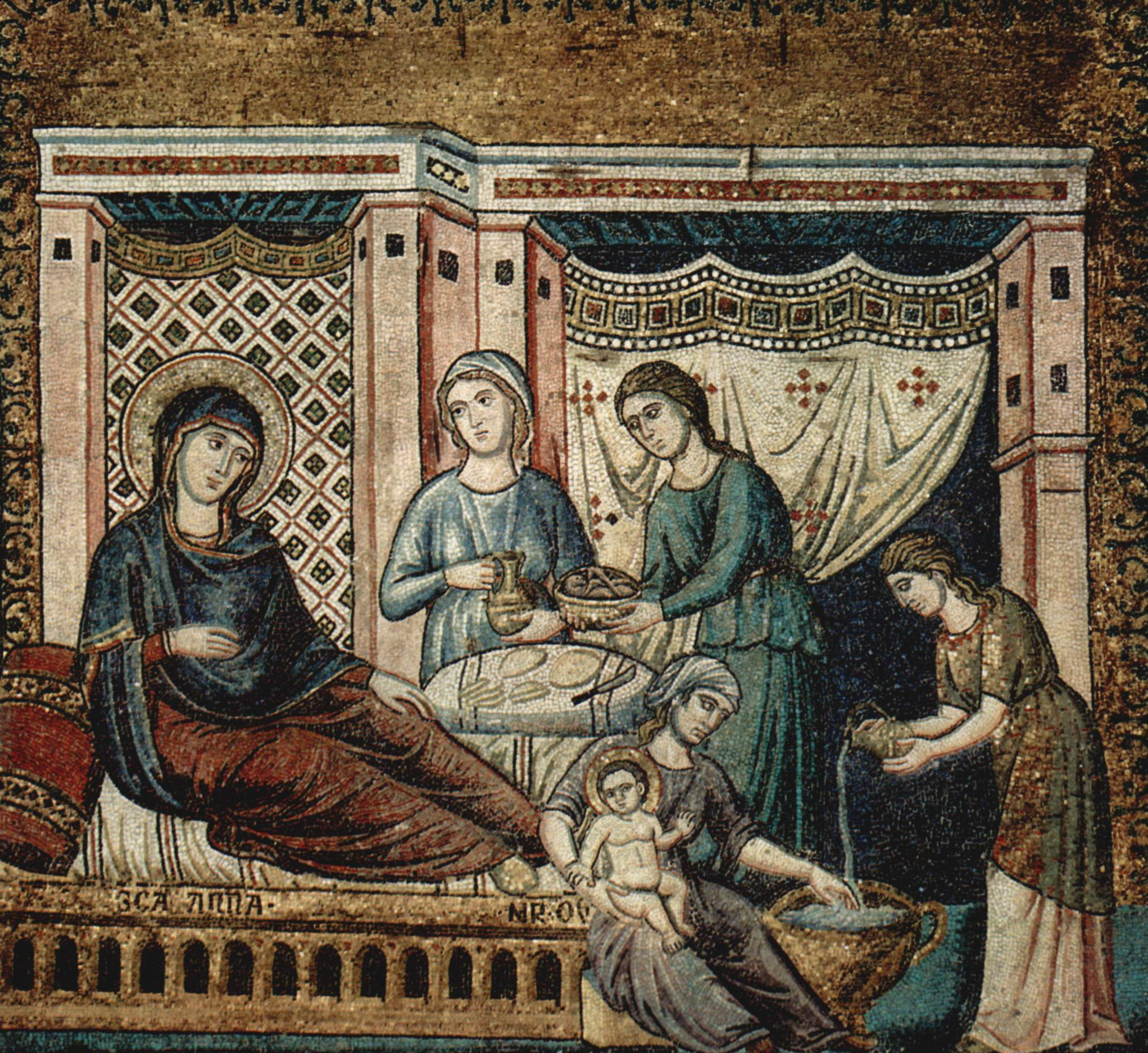
Jungfru Marie födelse (1291; mosaik). Santa Maria in Trastevere i Rom.

Pietro Cavallini, född omkring 1240 i Rom, död omkring 1330 i Neapel, var en italiensk målare och mosaikkonstnär, verksam i Rom mellan 1283 och 1308, därefter i Neapel.
Cavallini började ungefär samtidigt som Cimabue att vända sig från de stereotypa bysantinska formerna mot en större naturalism. Han kom senare att påverka konstnärer som Giotto. Bland hans tidigaste verk märks de endast i form av gamla teckningar kända freskerna i San Paolo fuori le Mura i Rom. I absiden i kyrkan Santa Maria in Trastevere i Rom finns sex magnifika mosaiker (1291) med scener ur Jungfru Marie liv: Jungfru Marie födelse, Bebådelsen, Jesu födelse, Konungarnas tillbedjan, Jesu frambärande i templet och Jungfru Marie död. I kyrkan Santa Cecilia in Trastevere finns några fragment av fresken Yttersta domen (1293) bevarade. Omkring 1288 arbetade Cavallini i Assisi, och omkring 1308 kallades han av Karl II av Anjou till Neapel.